# Aegir (satélite)
Ægir es un satélite de Saturno. Su descubrimiento fue anunciado por Scott S. Sheppard, David C. Jewitt, Jan Kleyna y Brian G. Marsden el 4 de mayo de 2005, después de las observaciones realizadas entre el 12 de diciembre de 2004 y el 11 de marzo de 2005. Su designación provisional fue S/2004 S 10. 
Debe su nombre a Ægir, gigante de la mitología nórdica, que representa el mar pacífico, el que calma la tempestad